# Carolina Yuste
 Carolina Ortega Yuste (Badajoz, 30 de julio de 1991) es una actriz española, ganadora de dos premios Goya: el primero, como mejor actriz de reparto por su trabajo en Carmen y Lola (2018)y el segundo como mejor actriz protagonista en la película La infiltrada (2025). Ha participado en largometrajes como Hasta el cielo (2020) o Saben aquell (2023).

## Biografía
Carolina Ortega Yuste nació el 30 de julio de 1991 en Badajoz (España). Tras formarse en Madrid en la Real Escuela Superior de Arte Dramático y en el centro de investigación teatral La Manada, empezó a trabajar en teatro con Las brujas (2012),obra del poeta y dramaturgo extremeño Luis Chamizo.

## Carrera
Inició su experiencia en cine en 2016 participando en el largometraje Historias románticas (un poco cabronas), de Alejandro González Ygoa, una «anti-comedia romántica» de cine independiente realizada con 11 técnicos y 32 actores y actrices jóvenes y con apenas presupuesto. Continuó con el cortometraje Libélulas (2017), de Alba Pino. Ese mismo año, llegó también su primer trabajo en televisión con el papel de Dorita en La sonata del silencio.
En 2018 participó en el rodaje de Carmen y Lola dirigida por Arantxa Echevarría que le situaría en primera línea de la interpretación en el cine con el personaje de Paqui. En febrero de 2019 recibió el premio Goya a la mejor actriz de reparto por su trabajo en la película. Al recibir el galardón destacó «el valor de un proyecto cinematográfico en el que el 70 por ciento son mujeres en puestos de decisión». Además, tuvo un papel secundario en la galardonada película Quién te cantará, dirigida por Carlos Vermut. Un año más tarde, formó parte del reparto de la serie Brigada Costa del Sol protagonizada por Hugo Silva, Álvaro Cervantes, Miki Esparbé y Jesús Castro mientras continuó la gira de teatro con Hablar por hablar bajo la dirección de Fernando Sánchez Cabezudo.
En 2019 continuó su carrera en el teatro con Suaves que coprotagoniza con Esther Ortega en el Teatro Pavón de Madrid. En 2020 protagonizó el largometraje de acción de Daniel Calparsoro Hasta el cielo, junto a Miguel Herrán y Asia Ortega. En 2021 participó en varias películas: El Cover dirigida por Secun de la Rosa y donde interpretó a Margarita; la comedia Sevillanas de Brooklyn con el papel de la protagonista, Ana; Chavalas, de la directora debutante Carol Rodríguez Colás; el drama Girasoles silvestres de Jaime Rosales, donde tiene un papel secundario; y La familia perfecta, dirigida por Arantxa Echevarría.
En 2024 protagonizó la película La infiltrada, dando voz a Aranzazu Berradre Marín, pseudónimo con el que se infiltró una Policía Nacional en la banda terrorista ETA. Ese mismo año debutó por primera como directora en el cortometraje documental Ciao Bambina.
En 2025 interpretó el papel de Massiel en la miniserie "La Canción".

## Filmografía
| Año  | Título                                  | Personaje                     | Director                | Notas                           |
| ---- | --------------------------------------- | ----------------------------- | ----------------------- | ------------------------------- |
| 2016 | Historias románticas (un poco) cabronas | Ana                           | Alejandro González Ygoa |                                 |
| 2017 | Libélulas                               | Claudia                       | Alba Pino               | Cortometraje                    |
| 2018 | Quién te cantará                        | Ana                           | Carlos Vermut           |                                 |
| 2018 | Carmen y Lola                           | Paqui                         | Arantxa Echevarría      |                                 |
| 2020 | Hasta el cielo                          | Estrella                      | Daniel Calparsoro       |                                 |
| 2021 | El Cover                                | Margarita Quartiella          | Secun de la Rosa        |                                 |
| 2021 | Chavalas                                | Desi                          | Carol Rodríguez Colás   |                                 |
| 2021 | Sevillanas de Brooklyn                  | Ana Galíndez Parra            | Vicente Villanueva      |                                 |
| 2021 | La familia perfecta                     | Sara Martínez Pérez           | Arantxa Echevarría      |                                 |
| 2022 | Girasoles silvestres                    | Maite                         | Jaime Rosales           |                                 |
| 2023 | Chinas                                  | Amaya                         | Arantxa Echevarría      |                                 |
| 2023 | Saben aquell                            | Concepción «Conchita» Alcaide | David Trueba            |                                 |
| 2024 | Ciao Bambina                            | ―                             | Ella misma              | Cortometraje; también directora |
| 2024 | La infiltrada                           | Aranzazu Berradre Marín       | Arantxa Echevarría      |                                 |

| Año       | Título                 | Personaje              | Notas                                        |
| --------- | ---------------------- | ---------------------- | -------------------------------------------- |
| 2016      | La sonata del silencio | Dorita                 | 4 episodios (rol recurrente)                 |
| 2019      | Brigada Costa del Sol  | Soledad «Sole» Padilla | Rol principal; 13 episodios                  |
| 2020      | Caronte                | Ana Novo Ruiz          | Episodio: «Ana»                              |
| 2020–2021 | Dime quién soy         | Lola                   | 3 episodios (rol recurrente)                 |
| 2023      | Sin huellas            | Desiré «Desi» Montaya  | Protagonista; 8 episodios                    |
| 2023      | Citas                  | Matilda                | Episodio: «Paula y Sofía / Matilda y Samuel» |
| 2023      | Las noches de Tefía    | Nisa                   | Rol principal (miniserie)                    |
| 2025      | La canción             | Massiel                | 2 episodios (Episodios 2 y 3)                |

## Teatro
- Las brujas (2012). Dir.: Ildelfonso San Félix. Personaje: Andrea.
- Restos humanos sin identificar (2014). Dir.: Carlos Silveira - Carlos Tuñón. Personaje: Candy.
- Punk Rock (2014). Dir.: José Luis Arellano. Personaje: Cissy.
- Fuenteovejuna (2015). Dir.: José Luis Arellano. Personaje: Laurencia.
- César y Cleopatra (2016). Dir.ª: Magüi Mira. Personaje: Cleopatra joven.
- Séneca (2017). Dir.: Emilio Hernández. Personaje: Acté. Producción: Centro Dramático Nacional. Festival Teatro Clásico Mérida.
- Hablar por hablar (2018-2019). Dir.: Fernando Sánchez Cabezudo. Personajes: Ana, Rosa, Locutora, Vecina, Bailarina de Club.
- Suaves (2019), escrita y dirigida por Gon Ramos. Personaje protagonista. In Gravity / El Pavón Teatro Kamikaze.
- Prostitución (2020-2021). Dir.: Andrés Lima. Personaje protagonista. Teatro Español, sala principal.
- Caperucita en Manhattan (2025). Dir.ª: Lucía Miranda. Personaje protagonista. Teatro de la Abadía, Sala Juan de la Cruz.

### Danza
- Seinabu, un relato africano (2009-2011). Dir.ª: Cristina Rosa Velard.
- Contemporanean (2011). Dir.ª: María Lama.

## Premios y nominaciones

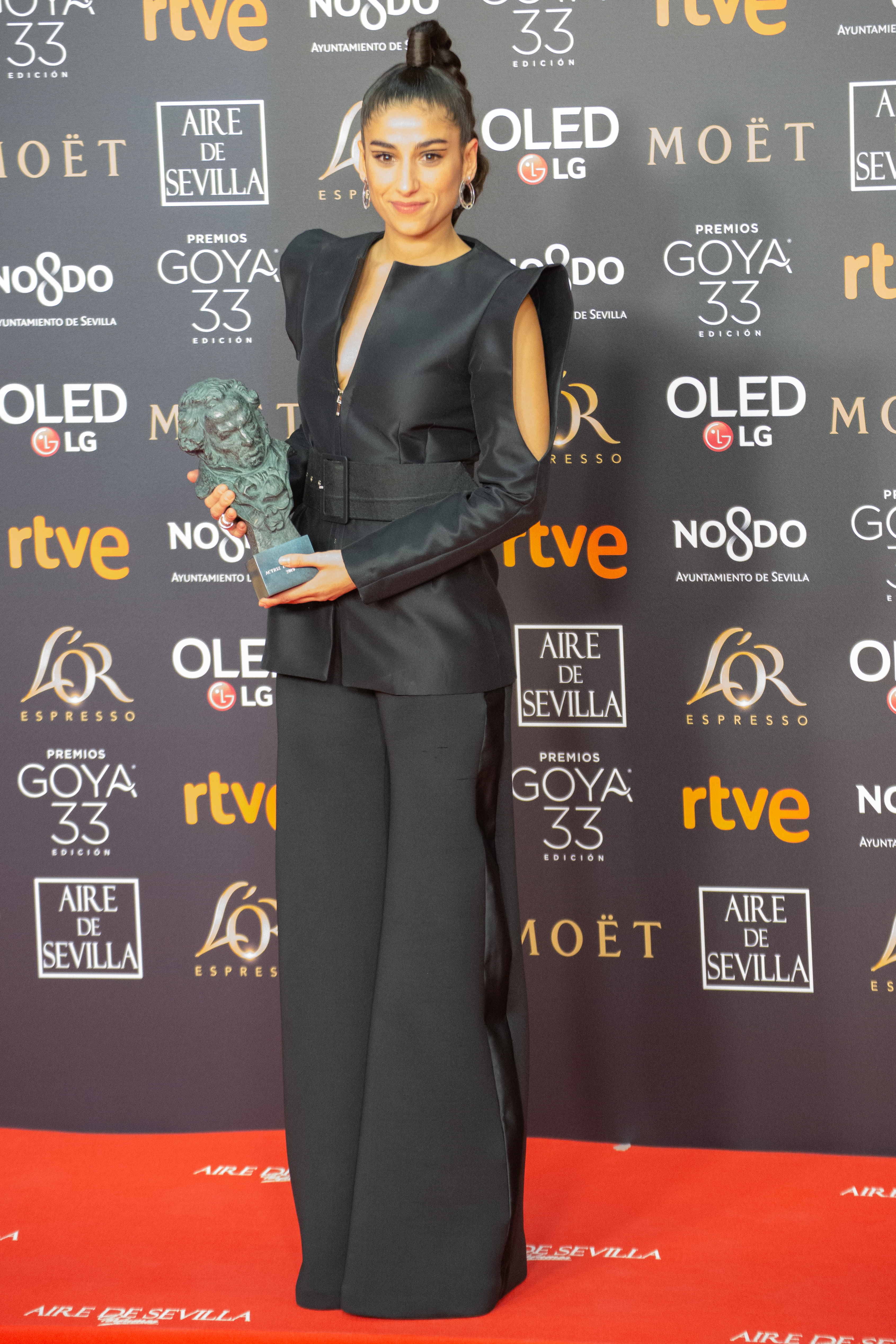
Carolina Yuste recogiendo el Goya

| Año  | Categoría            | Trabajo nominado | Resultado | Ref.   |
| ---- | -------------------- | ---------------- | --------- | ------ |
| 2024 | Mejor actriz de cine | Saben aquell     | Nominada  | [ 19 ] |
| 2025 | Mejor actriz de cine | La infiltrada    | Ganadora  | [ 20 ] |

| Año  | Categoría                 | Trabajo nominado | Resultado | Ref.   |
| ---- | ------------------------- | ---------------- | --------- | ------ |
| 2021 | Mejor actriz secundaria   | Chavalas         | Nominada  | [ 21 ] |
| 2023 | Mejor actriz protagonista | Saben aquell     | Nominada  | [ 22 ] |
| 2023 | Mejor actriz secundaria   | Chinas           | Nominada  | [ 23 ] |
| 2024 | Mejor actriz protagonista | La infiltrada    | Ganadora  | [ 24 ] |

| Año  | Categoría               | Trabajo nominado | Resultado | Ref.   |
| ---- | ----------------------- | ---------------- | --------- | ------ |
| 2021 | Mejor actriz de reparto | El Cover         | Ganadora  | [ 25 ] |

| Año  | Categoría                     | Trabajo nominado | Resultado | Ref.   |
| ---- | ----------------------------- | ---------------- | --------- | ------ |
| 2024 | Mejor interpretación femenina | La infiltrada    | Ganadora  | [ 26 ] |

| Año  | Categoría                         | Trabajo nominado | Resultado | Ref.   |
| ---- | --------------------------------- | ---------------- | --------- | ------ |
| 2022 | Mejor actriz de reparto en cine   | Chavalas         | Nominada  | [ 27 ] |
| 2024 | Mejor actriz protagonista en cine | Saben aquell     | Nominada  |        |
| 2025 | Mejor actriz protagonista en cine | La infiltrada    | Ganadora  | [ 28 ] |

| Año  | Categoría                 | Trabajo nominado | Resultado | Ref.   |
| ---- | ------------------------- | ---------------- | --------- | ------ |
| 2024 | Mejor actriz protagonista | Saben aquell     | Ganadora  | [ 29 ] |

| Año  | Categoría                                  | Trabajo nominado | Resultado | Ref.   |
| ---- | ------------------------------------------ | ---------------- | --------- | ------ |
| 2019 | Mejor interpretación femenina de reparto   | Carmen y Lola    | Ganadora  | [ 30 ] |
| 2024 | Mejor interpretación femenina protagonista | Saben aquell     | Nominada  | [ 31 ] |
| 2025 | Mejor interpretación femenina protagonista | La infiltrada    | Ganadora  | [ 32 ] |

| Año  | Categoría                     | Trabajo nominado | Resultado | Ref.   |
| ---- | ----------------------------- | ---------------- | --------- | ------ |
| 2024 | Mejor interpretación femenina | Saben aquell     | Nominada  | [ 33 ] |

| Año  | Categoría                         | Trabajo nominado | Resultado | Ref.   |
| ---- | --------------------------------- | ---------------- | --------- | ------ |
| 2023 | Mejor actriz en película española | Saben aquell     | Ganadora  | [ 34 ] |

| Año  | Categoría                         | Trabajo nominado | Resultado | Ref.   |
| ---- | --------------------------------- | ---------------- | --------- | ------ |
| 2019 | Mejor actriz secundaria de cine   | Carmen y Lola    | Nominada  |        |
| 2022 | Mejor actriz de reparto de cine   | Chavalas         | Nominada  | [ 35 ] |
| 2024 | Mejor actriz protagonista de cine | Saben aquell     | Nominada  | [ 36 ] |
| 2025 | Mejor actriz protagonista de cine | La infiltrada    | Ganadora  | [ 37 ] |